# Daniel-André Bourcet
Daniel-André Bourcet, né en 1658 à Usseaux, et mort le 2 septembre 1731 à Briançon,, est un militaire qui sert dans plusieurs campagnes du règne de Louis XIV et commande les milices du Briançonnais notamment au cours de la guerre de Succession d'Espagne.

## Biographie

### Famille
Daniel-André Bourcet est le fils de Michel Bourcet dit « Michelon » et de Magdeleine de Brun.
Daniel-André Bourcet épouse le 19 juin 1689 à Usseaux, Marie-Magdeleine Légier. Celle-ci est née à Lazer le 27 décembre 1671 et morte à Usseaux le 12 octobre 1730 .
Treize enfants naissent de cette union, dont plusieurs meurent en bas âge. Douze naissent à Usseaux. Seule une fille, Anne-Marie Bourcet, naît à Briançon en 1710. Elle a pour marraine Marie Grand de Champrouët qui appartient à l'une des rares familles nobles de la ville et cette présence témoigne de l'appartenance de Daniel-André Bourcet et de son épouse au groupe social des notables briançonnais.
1. Michel Bourcet, né le 2 aout 1690 et mort le 30 aout 1690.
2. Marie-Magdeleine Bourcet, née le 11 septembre 1691, elle épouse de Charles César Magnien et vit à Usseaux.
3. Anne Bourcet, née le 30 aout 1693 et morte le 31 décembre 1693.
4. Magdelène Bourcet , née le 30 octobre 1694.
5. Michel Bourcet, né le 28 octobre 1696 et mort le 4 avril 1697.
6. André Bourcet, né le 20 mai 1698 et mort le 1er mai 1699.
7. Pierre Bourcet, né le 1er mars 1700 et mort le 14 octobre 1780 (à 80 ans) à Meylan.
8. Suzanne Bourcet[note 3], née le 13 mai 1702 et morte le 9 septembre 1705 (à 3 ans).
9. Catherine Bourcet, née le 10 septembre 1704. Elle épouse le 24 février 1727, à Usseaux, Pierre Bourcet.
10. Joseph Bourcet, né le 7 décembre 1706 et mort le 20 décembre 1706.
11. Suzanne Bourcet, née le 28 mai 1706[note 3],[note 4].
12. Anne-Marie Bourcet, née le 1er novembre 1710 à Briançon[3], et morte le 22 octobre 1799 (à 88 ans).
13. Jean-Baptiste Bourcet, dit Jean Bourcet de la Saigne, né le 25 juin 1713, maréchal de camp et directeur des fortifications de Corse, mort le 10 août 1771 (à 58 ans) à Corte.

### Carrière
En 1707, il est chargé, à la tête d'un bataillon, de la garde des cols de Malanotte, de Sablon puis d'Oursière.
Le 4 août 1708, il est chargé de la défense du col de Buffère et repousse une attaque des troupes du duc de Savoie qui ont pénétré dans la Vallée de la Clarée par le col de l'Échelle. Il est bientôt secouru par les bataillons du régiment de Hessy que le maréchal de Villars a fait venir, à marches forcées, de Fort Barraux.
Le 31 août 1708, lors de la prise de Fenestrelle par les troupes du Duc de Savoie Victor-Amédée II, que commande le général Bernhard Otto von Rehbinder (it), il est chargé de défendre la redoute du col de la Fenestre. Après la reddition du Fort Mutin, il défend la position qui lui a été confiée pendant une huitaine de jours, puis, à la tête d'une soixantaine d'hommes, il force les lignes ennemies et parvient à rejoindre le camp du maréchal de Villars au col de Côte-Plane.
Après les Traités d'Utrecht de 1713 — qui voient une partie des vallées du Dauphiné situées en piémont italien passer au duché de Savoie, dont la vallée où est Usseaux — afin de rester français, Daniel-André Bourcet et Marie-Magdeleine Légier s'installent à Briançon.